# Polski Związek Piłki Nożnej we Francji
Polski Związek Piłki Nożnej we Francji (fr. Union polonaise de football en France) – polonijny związek sportowy, działający na terenie Francji w latach 1924-1950.

## Historia

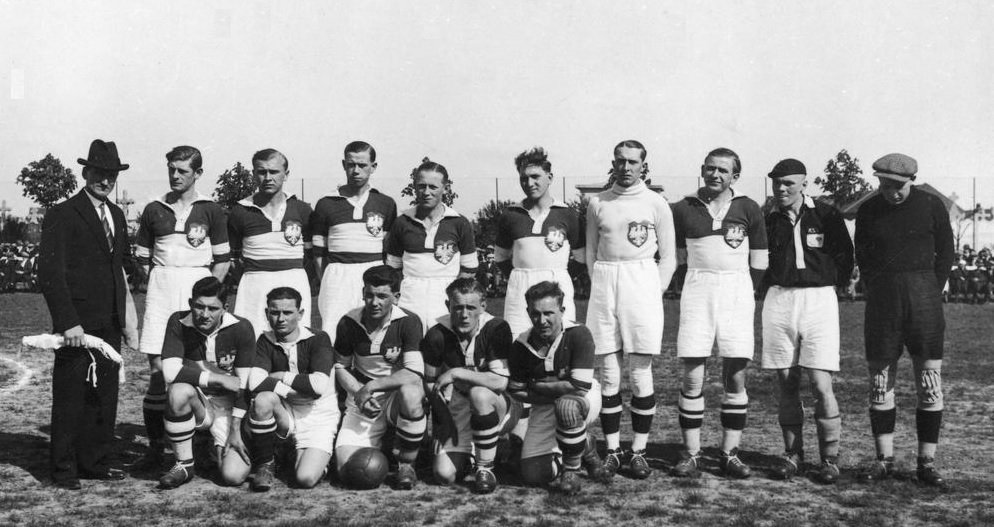
Reprezentacja związku w 1939 roku

Związek założono w Lens w 1924 roku, ponieważ kluby w których grało więcej niż trzech cudzoziemców nie mogły brać udziału w rozgrywkach francuskiego związku piłki nożnej FFF. Posiadanie obywatelstwa polskiego było natomiast wymogiem członkostwa w klubie PZPN we Francji. Początkowo PZPN zrzeszał 9 klubów, w sześć lat później liczył już 40 klubów. W 1925 roku związek przystąpił do nowo utworzonej Rady Naczelnej Związków i Stowarzyszeń Polskich we Francji. W październiku 1929 roku PZPN we Francji został przyjęty na członka nadzwyczajnego przez Polski Komitet Olimpijski. Związek posiadał również drużynę reprezentacyjną, która rozegrała mecze między innymi z Wisłą Kraków, KS Cracovią, Pogonią Lwów i Wartą Poznań. O popularności sportu świadczy fakt, że w sezonie 1935 istniały: I liga piłkarska (12 drużyn) oraz klasa A (23 drużyny).
Grały w nich takie drużyny jak:
- CS Pogoń Auchel (Pas-de-Calais)
- Océan Calonne-Ricouart (Pas-de-Calais)
- Wicher Houdain (Pas-de-Calais)
- Unia Bruay en Artois (Pas-de-Calais)
- Olympia Divion (Pas-de-Calais)
- Fortuna Haillicourt (Pas-de-Calais)
- Wiktorja Barlin (Pas-de-Calais)
- Urania Noeux-Les-Mines (Pas-de-Calais)
- Wisła Hersin-Coupigny (Pas-de-Calais)
- Naprzód Commentry (Allier)
- Odra Commentry (Allier)
- Fortuna Bethune (Pas-de-Calais)
- Rapid Ostricourt (Nord)
- Ruch Carvin (Pas-de-Calais)
- Gwiazda Lens (Pas-de-Calais)
- Polonia Waziers (Nord)
- Orion Montceau-Les-Mines (Pas-de-Calais)

W 1936 część klubów wystąpiła ze związku i została członkiem komunistycznej Fédération sportive et gymnique du travail (FSGT). W czasie okupacji Francji, polskie kluby nadal prowadziły działalność. PZPN we Francji reaktywowano po wojnie. W 1945 roku związek liczył 4 000 członków, w tym 843 piłkarzy w 27 klubach. 17 listopada 1947 roku zdecydowano się opuścić Centralny Związek Polaków we Francji, uznający zwierzchnictwo polskiego rządu na emigracji. W drugiej połowie lat 40. XX wieku reprezentacja związku rozgrywała mecze w Polsce, między innymi z reprezentacją polskich związków zawodowych i reprezentacjami polskich miast. Na mocy francuskiego dekretu ministerialnego z dnia 24 listopada 1950 roku PZPN we Francji rozwiązano. W 1952 roku większość klubów weszła w skład robotniczego związku FSGT (Fédération sportive et gymnique du travail) lub została rozwiązana. Po zmianie statusów z polskiego klubu na francuski, niektóre drużyny weszły w skład francuskiej federacji piłkarskiej FFF. Największym sukcesem polonijnych klubów we Francji, był występ KS Polonia Montjoie-Youx w Championnat de France Amateur w sezonie 1967/68 (3 poziom rozgrywek).